# Arthur Bailey
Pour les articles homonymes, voir Bailey.
Arthur Bailey (New York, 27 mars 1881 - La Havane, 3 mars 1961) est un rameur canadien.

## Biographie
Arthur Bailey, membre de l'Argonaut Rowing Club de Toronto, a participé à la course de huit aux Jeux olympiques d'été de 1904 à Saint-Louis, où s'affrontent seulement deux équipes. Il perd la finale devant le huit américain, remportent donc la médaille d'argent.